# Železniční stanice Rišon le-Cijon Moše Dajan
Železniční stanice Rišon le-Cijon Moše Dajan (hebrejsky תחנת הרכבת ראשון לציון משה דיין, Tachanat ha-rakevet Rišon le-Cijon Moše Dajan) je železniční stanice na železniční trati Tel Aviv – Bnej Darom v Izraeli.
Byla otevřena 25. září 2011 jako jedna z pěti stanic na nové železniční trati vybíhající do jihozápadní části aglomerace Tel Avivu. Leží ve středovém pásu dálnice číslo 20, na severozápadním okraji města Rišon le-Cijon, poblíž křižovatky Moše Dajan. Severně odtud leží hřbitov ha-Darom, dál k severu začínají města Bat Jam a Cholon. Po svém zprovoznění šlo o koncovou stanici této železniční tratě, nicméně pokračovala výstavba dalšího úseku k jihu. V roce 2012 byla pak trať prodloužena do Javne a o rok později dále k jihu, kde se napojila na již existující železniční těleso u měst Ašdod a Aškelon.
Je obsluhována autobusovými linkami společnosti Egged a Dan Bus Company. Jsou tu k dispozici parkovací místa, prodejní stánky a veřejný telefon.